# Legio I Italica
A Legio I Italica (I. itáliai légió) egy római légió volt, amelyet Néró alapított. Az egység a Balkánon, az Al-Dunánál állomásozott. Jelvénye a vadkan volt. 

## Története

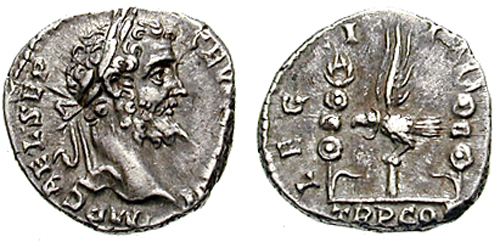
Spetimus Severus I. itáliai légió tiszteletére kiadott denariusa

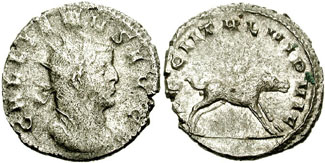
Gallienus pénzérméje az I Italica vadkanjával

Az 58-63 közötti pártus háború után Néró császár egy új légiót hozott létre, amellyel Armeniába akart bevonulni. A 66. szeptember 22-én alapított egység neve phalanx Alexandri Magni ("Nagy Sándor falanxa") volt, tagjai legalább hat római láb (177 cm) magas, itáliai származású katonák voltak. Néhány héttel később azonban fellázadtak a zsidók és a tervezett kaukázusi hadjárat elmaradt. 68-ban fellázadt Gaius Julius Vindex galliai helytartó és a légiót oda irányították, de mire megérkeztek, a felkelés véget ért. Néró halála után, 69-ben ( az ún. "négy császár évében") az egység megkapta az I. itáliai nevet és Vitellius oldalán részt vett a bedriacumi csatában, ahol Vespasianus legyőzte Vitelliust. Az új császár a következő évben a balkáni határvidékre, Moesia provinciába, az Al-Dunához küldte a légiót. Táboruk Novaeben (ma Szvistov) volt és évszázadokon keresztül ott is maradt. 

Az I Italica pajzsa az 5. századi Notitia dignitatum szerint

Az I. itáliai légió részt vett Traianus dákok elleni hadjárataiban. A későbbiekben őket bízták meg azzal, hogy hidat építsenek a Dunán. A katonai jellegű építkezésekben jól teljesíthettek, mert 140 körül egyik centuriójukat bízták meg a britanniai Antoninus fala egy szakaszának megépítésével.
Marcus Aurelius idején a dél felé vándorló, Dunán átkelni akaró germán törzsek ellen harcoltak. Hosszas küzdelmek után a Dunától északra is jelentős területet hajtottak ellenőrzésük alá. A császár új provinciát szándékozott itt létrehozni, amelynek a légió parancsnokát, Aulus Julius Pompilius Pisót akarta kinevezni, de Avidius Cassius keleti felkelése miatt a provincia megszervezése félbemaradt.
193-ban Pannonia Superior provincia helytartója, Septimius Severus ragadta magához a császári hatalmat. Az I. Italica őt támogatta és harcolt riválisával, Pescennius Nigerrel. A Legio XI Claudiával együtt megostromolták Byzantiumot. Severus győzelme után feltehetően részt vett annak 198-as pártus hadjáratában.
A 3. században, Caracalla idején a légió részt vett a Novaenél kezdődő dunai védőfal, a Limes Transalutanus építésében. Severus Alexander uralkodása alatt néhány alegységet küldött Salonába, a dalmát tengerpart védelmére.

## Fordítás
- Ez a szócikk részben vagy egészben  a   Legio I Italica című angol Wikipédia-szócikk ezen változatának fordításán alapul.  Az eredeti cikk szerkesztőit annak laptörténete sorolja fel. Ez a jelzés csupán a megfogalmazás eredetét és a szerzői jogokat jelzi, nem szolgál a cikkben szereplő információk forrásmegjelöléseként.